# Omi Vaidya
Omi Vaidya (10 de janeiro de 1982) é um ator estadunidense de ascendência indiana. Ele é mais conhecido por sua atuação como Chatur Ramalingam no filme 3 Idiots de 2009. Além disso, desempenhou papéis em The Office e Arrested Development. Omi também apareceu em vários comerciais e trabalha como diretor e produtor.

## Infância e educação
Vaidya nasceu em Yucca Valley, Califórnia. Ele estudou na Universidade da Califórnia em Santa Cruz por dois anos, quando então se transferiu para New York University e se formou com honras. Durante entrevista, Vaidya afirmou que passou parte da infância em Los Angeles e, em decorrência de sua ascestralidade, visitou várias vezes a Índia. Segundo ele, começou a se dedicar na carreira cinematográfica "realmente a sério" durante o ensino médio. Depois de se formar na NYU, retornou para Los Angeles e começou a fazer testes para papéis em seriados de TV e filmes.

## Carreira
Depois da faculdade, Vaidya começou a trabalhar na produção e participar de comerciais para televisão. Depois de receber um pequeno papel em Arrested Development, foi convidado para fazer um teste para o personagem Sadiq em  The Office pelo mesmo diretor de elenco. Ele interpretou Sadiq em dois episódios: "Email Surveillance" e "Fun Run". No entanto, sua atuação mais notável foi como o coadjuvante Chatur Ramalingam no filme de Bollywood de 2009, 3 Idiots, recebendo críticas positivas por sua performance.
Antes do lançado de 3 Idiots, Vaidya era praticamente irreconhecível. Ele afirmou: "Antes do lançamento, perguntei ao diretor Rajkumar Hirani se eu poderia dar algumas entrevistas. Ele me parou dizendo que ninguém me conhecia e que eu deveria esperar até o filme ser lançado. Meu papel foi uma surpresa que eles tinham planejado para o público". Mais tarde, ele lembrou que, "quando eu estava na estreia de 3 Idiots, ninguém me reconheceu. Eu estava um pouco deprimido, mas quando acabou, foi difícil até sair do cinema. Fiquei encantado com o amor e a apreciação que recebi do público".
O documentário Big in Bollywood de 2011 conta sobre a jornada do ator até seu sucesso em 3 Idiots.

## Vida pessoal
Vaidya se casou com Minal Patel em 22 de agosto de 2009. Em 2015, ela deu à luz seu primeiro filho. O segundo filho nasceu em 2018.

## Prêmios e indicações
| Ano  | Prêmio        | Categoria                             | Obra     | Resultado | Ref    |
| ---- | ------------- | ------------------------------------- | -------- | --------- | ------ |
| 2010 | Screen Awards | Melhor Comediante                     | 3 Idiots | Venceu    | [ 12 ] |
| 2010 | Screen Awards | Novato Mais Promissor – Masculino     | 3 Idiots | Venceu    | [ 12 ] |
| 2010 | IIFA Awards   | Melhor Performance em um Papel Cômico | 3 Idiots | Indicado  | [ 13 ] |
| 2010 | IIFA Awards   | Estreia de Estrela do Ano – Masculino | 3 Idiots | Venceu    | [ 13 ] |